# Monte Campanaro
Monte Campanaro este o arie protejată (arie specială de conservare — SAC, sit de importanță comunitară — SCI) din Italia întinsă pe o suprafață de 245 ha, integral pe uscat.

## Localizare
Centrul sitului Monte Campanaro este situat la coordonatele 38°21′52″N 16°06′58″E / 38.364444°N 16.116111°E.

## Înființare
Situl Monte Campanaro a fost declarat sit de importanță comunitară în septembrie 1995 pentru a proteja 4 specii de animale. Situl a fost protejat și ca arie specială de conservare în aprilie 2018.

## Biodiversitate
Situată în ecoregiunea mediteraneană, aria protejată conține 4 habitate naturale: Râuri mediteraneene cu debit permanent și vegetație de Glaucium flavum, Păduri de Quercus suber, Păduri de fag din Apenini cu Taxus și Ilex, Păduri de Quercus ilex și Quercus rotundifolia.
La baza desemnării sitului se află mai multe specii protejate:
- păsări (2): Apus pallidus, cuc (Cuculus canorus)
- nevertebrate (2): croitorul mare al stejarului (Cerambyx cerdo), Cordulegaster trinacriae

Pe lângă speciile protejate, pe teritoriul sitului au mai fost identificate 4 specii de plante, 2 specii de nevertebrate, 2 specii de reptile.